# Eumastax zumuniana
Eumastax zumuniana är en insektsart som beskrevs av Marius Descamps 1982. Eumastax zumuniana ingår i släktet Eumastax och familjen Eumastacidae. Inga underarter finns listade i Catalogue of Life.